# TPG Inc.
TPG Inc. (NASDAQ: TPG

) er en amerikansk kapitalfond, der er baseret i Fort Worth, Texas.
Den blev etableret i 1992 af David Bonderman, James Coulter og William S. Price III. De har aktiver under forvaltning for 135 mia. amerikanske dollar.